# Bit Bahiani

Estats arameus a Mesopotàmia al

Bit Bahiani va ser un regne arameu, amb capital a Guzana (Tell Halaf) establert després del 1200 aC, i que va existir fins al 808 aC quan va ser annexionat a Assíria del que abans ja havia esdevingut vassall a l'inici del  sota Adadnirari II. Estava situat a la vall del riu Balikh. Guzana ocupava una posició estratègica a la ruta que unia Assíria amb el riu Efurates
Hi va haver cinc reis coneguts abans del 808 aC i almenys quatre governadors després del 808 aC. El rei més conegut és Kapara que va construir un hilani o palau. Cap a l'any 808 aC o poc abans es va aliar a Izalla i es va revoltar. Derrotat, el país va ser annexionat a Assíria.

## Llista de reis
- Ḫadini (Khadini) després de 1200 aC
- Kapara (fill d'Ḫadini) vers 1150 aC
- Desconeguts vers 1150-900 aC
- Abi-salamu (Absalom) vers 900 aC
- Adad-imme vers 877 aC
- Iti' vers 867 aC

## Governadors assiris
- Mannu-kima-matu-Aššur vers 793 aC
- Pur-sagale vers 763 aC
- Bel-harran-Bel-uṣur vers 727 aC
- Mutakkil-Aššur (Bachiannu) vers 706 aC